# Jean Desmarets de Saint-Sorlin

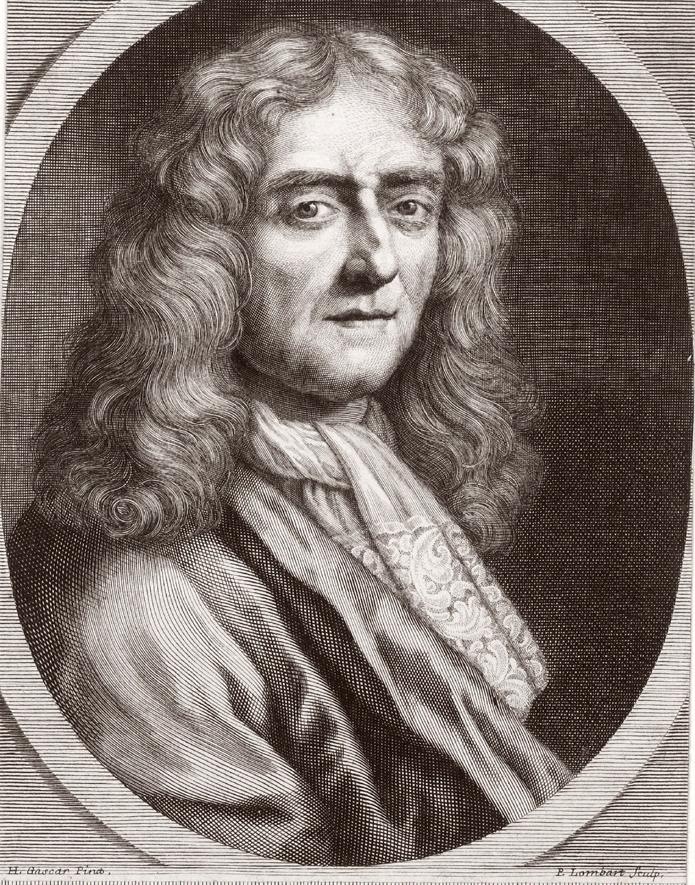
Jean Desmarets de Saint-Sorlin

Jean Desmarets de Saint-Sorlin (* 1595 in Paris; † 28. Oktober 1676 ebenda) war ein französischer Dichter und Dramatiker.
Er bekam 1634 einen Sitz (Fauteuil 4) als eines der ersten Mitglieder in der Académie française und wurde außerdem noch deren erster Kanzler. Saint-Sorlin war ein Günstling von Kardinal de Richelieu, dem Gründer der Académie française.
Er verfasste, von Richelieu angeregt, eine Anzahl dramatischer Stücke, darunter die Charakterkomödie Les visionnaires (1637), die großen Beifall fand, und die sogar Molière in einigen seiner Vorführungen zum Vorbild nahm. 1634 schrieb er im Auftrag Richelieus, die Heldenkomödie Comedie Heroiqve.
Außerdem schrieb er unter anderem noch epische Dichtungen, wie Clovis (1657), Marie-Madeleine (1669), zahlreiche religiöse Gedichte und polemische Abhandlungen.

## Werke
- Abraham ou la vie parfaite. (1680)
- Les amours du compas et de siècle et ceux du soleil et de l’ombre
- l’Ariane. Roman. (1632)
- Aspasie. Tragödie. (1636)
- Au roy sur sa conqueste de la France-Comté. (1668)
- Clovis ou la France chrétienne. (1657)
- La comparaison de la langue et de la poesie françoise, avec la greque et la latine. (1670)
- La défense de la poésie. (1675)
- La défense du poème heroïque avec quelquels remarques sur les œuvres satyriques du Sieur D***. (1674)
- Erigone. Tragödie. (1638)
- Esther. (1669)
- Europe. Komödie. (1643)
- Marie-Madeleine ou la grâce triomphante. (1654)
- Mirame. Tragikomödie. (1641)
- Les promenades de Richelieu ou le Vertus chrestiennes. (1653)
- Les quatre livres de l’imitation de Jesu-Christ. (1654)
- Response à l’inosente apologie de Port-Royal. (1666)
- Roxanne. Tragikomödie (1639)
- Scipion l’Africain. Tragikomödie. (1639)
- La triomphe de Louis et de son siècle. (1674)
- Les Visionnaires. Komödie. (1637)